# Флаг Катанги

Флаг государства Катанги

Флаг Катанги — это флаг непризнанного и в настоящее время несуществующего государства Катанги, которое располагалось в южной части Демократической Республики Конго, и провозгласившего независимость во время Конголезского кризиса. Дизайн флага разработан архитектором Луи Дрессеном, бывшим менеджером Banque du Congo Belge в Элизабетвиле.

## Описание флага

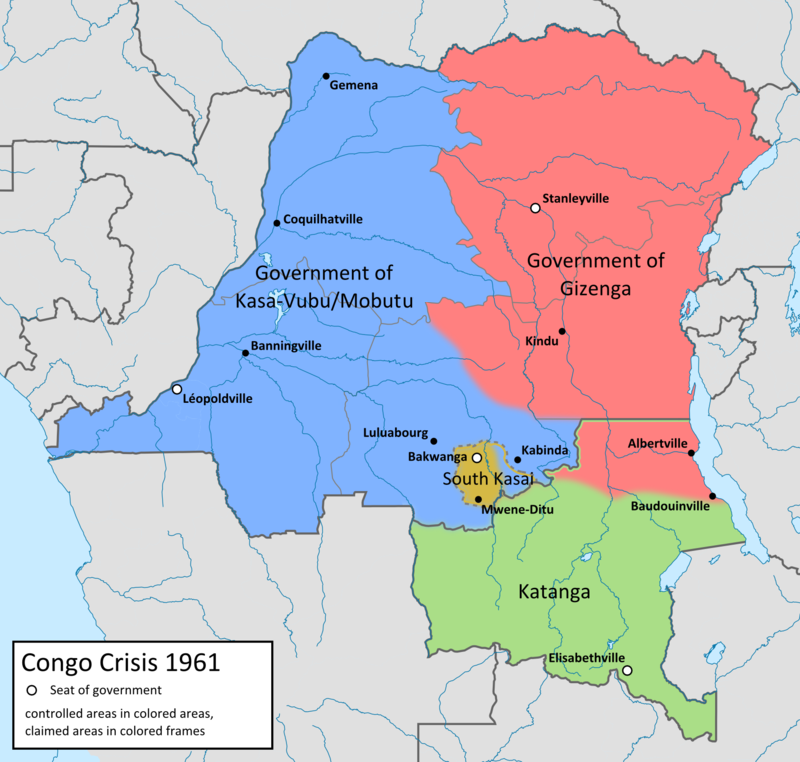
Республика Конго в 1960—1961 году:
территория, контролируемая президентскими силами
территория, подконтрольная сторонникам Лумумбы
территория самопровозглашенного государства Южное Касаи
территория самопровозглашенного государства Республика Катанга

Компоненты флага представляли девиз Катанги: Force, espoir et Paix dans la Prospérité (Сила, надежда и мир в процветании). Красный компонент символизирует силу, зелёный — надежду, белый — мир, а нарисованные кресты (основанные на традиционной валюте региона — катангских крестах) — процветание.  Несмотря на то, что было опубликовано официальное руководство относительно дизайна и размеров флага, из-за сложного положения дел в регионе, в то время оно не соблюдалось, и были распространены варианты, в том числе с разными соотношениями (например, 2:3 или 3:5), иногда кресты были золотистого цвета, также встречались варианты с андреевскими крестами.
В настоящее время флаг используется сторонниками независимости Катанги от Демократической Республики Конго. Так, в марте 2013 года более 200 вооружённых бойцов повстанческого движения «Май-Май Ката Катанга», в национальной одежде, размахивая флагом бывшего независимого государства Катанги, вошли в Лубумбаши. Повстанцы подняли флаг Катанги на центральной площади города Лубумбаши, а затем были взяты в плен миротворцами Организации Объединённых Наций после боя, в котором погибло 23 человека.